# نويدا
نويدا (بالهندية: नोएडा) هي مدينة من مدن الهند. يبلغ عدد سكانها 637,272 نسمة حسب إحصائيات سنة 2011. يبلغ ارتفاع المدينة عن سطح البحر قرابة 200 متر. تبلغ مساحتها 203 كم².

## أعلام
- سونال شوهان
- هركيشن سينغ سورجيت
- فاني كابور
- بانكاج سينغ
- روبن سينغ

## وصلات خارجية
- الموقع الرسمي